# Alan J. Nussbaum
Alan Jeffrey „Jerry“ Nussbaum (* 17. Dezember 1947 in New York City) ist ein US-amerikanischer Linguist mit den Schwerpunkten indogermanische Sprachen und klassische Philologie. Er wurde vor allem für seine Arbeit über die Sprache der homerischen Epen und modernen und proto-indoeuropäischen Nominale bekannt.
Nussbaum ist galizisch-jüdischer Abstammung und wuchs in Passaic auf. Er erhielt einen Bachelor-Abschluss in Klassischer Philologie 1969 am Washington Square College der New York University, ein Diplom in Vergleichender Philologie (1974) an der University of Oxford und wurde 1976 in Linguistik an der Harvard University promoviert. Nachdem er als Dozent, Assistenzprofessor und außerordentlicher Professor an der Yale University (1975–1985) gelehrt hatte, wechselte er als außerordentlicher Professor (1985–1997) und dann als ordentlicher Professor 1997 für Klassische Philologie und Linguistik an die Cornell University. l.
Nussbaum war von 1969 bis 1987 mit der Philosophin Martha Nussbaum, Professorin für Recht und Ethik an der University of Chicago, verheiratet.

## Veröffentlichungen
- Nussbaum, A (1986). Head and Horn in Indo-European. Berlin-New York: Walter de Gruyter.
- Nussbaum, A (1998) Two Studies in Greek and Homeric Linguistics. Göttingen: Vandenhoeck & Ruprecht.
- Nussbaum, A (2007), ed. Verba Docenti. Studies in historical and Indo-European linguistics presented to Jay H. Jasanoff by students, colleagues, and friends. Ann Arbor and New York: Beech Stave Press.
- Cooper A I, Rau J, Weiss M (2013), eds. Multi Nominis Grammaticus: Studies in Classical and Indo-European Linguistics in Honor of Alan J. Nussbaum on the Occasion of his Sixty-fifth Birthday. Ann Arbor: Beech Stave Press.